# ДОТ № 182 (КиУР)

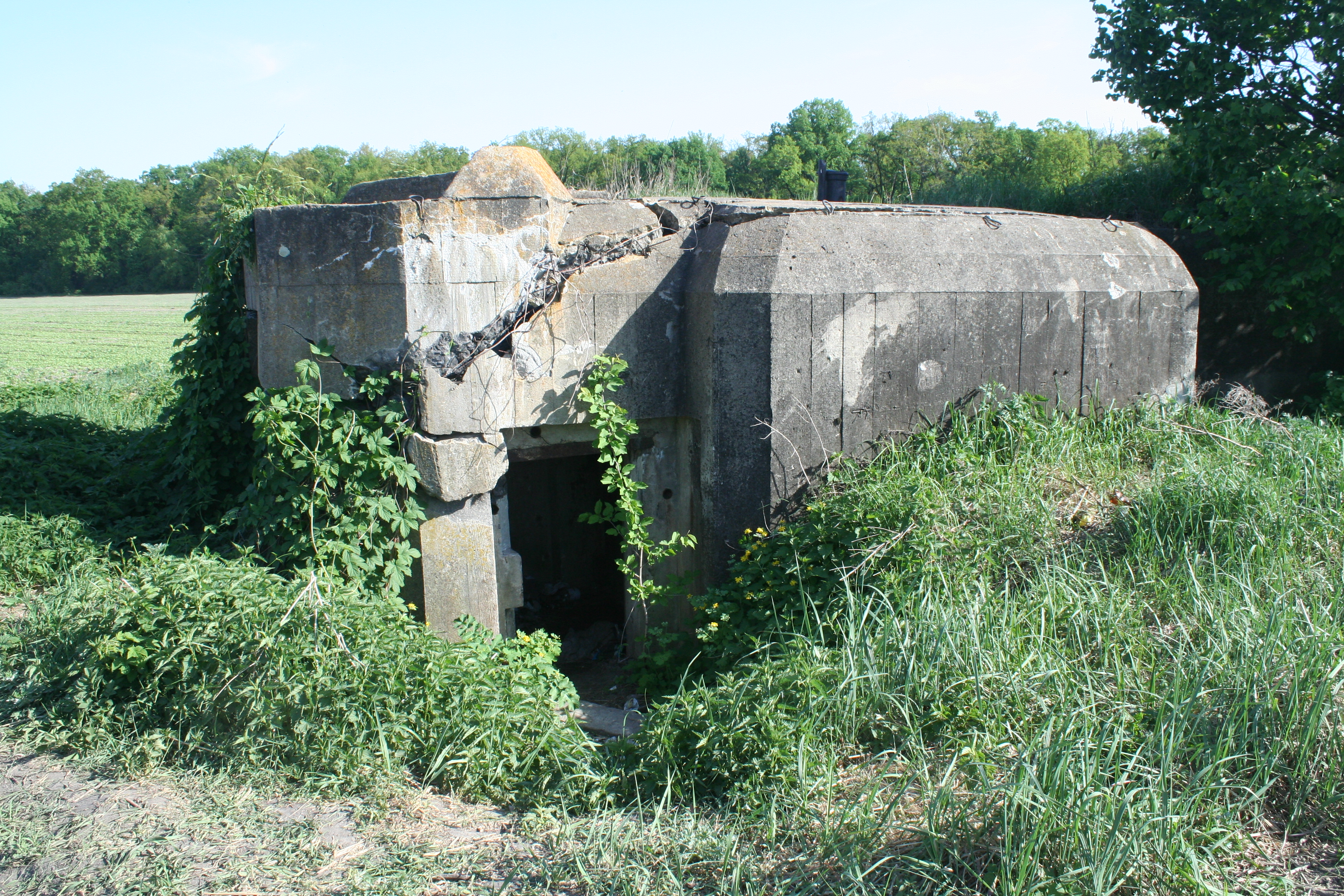
ДОТ № 182, 2013 рік

50°19′38″ пн. ш. 30°24′45″ сх. д. / 50.32722° пн. ш. 30.41250° сх. д.
ДОТ № 182 — довготривала оборонна точка Київського укріпленого району біля селища Чабани. Пам'ятка історії, науки і техніки, має унікальну особливість конструкції. Збудований у 1929—1932 роках. У 2005 році пошкоджений саперами, що підірвали в ньому 83 міни часів Другої світової війни.

## Опис
ДОТ № 182 знаходиться на південній окраїні Чабанів, на краю поля поряд з дорогою та лісосмугою. Він був споруджений між першою та другою лініями оборони Київського укріпленого району і належав до 7-го батальйонного району оборони. Його завданням було, разом з дотами № 157 та 158, перешкоджати виходу супротивника з лісу та заліснених балок південніше Чабанів на рівнину навколо селища.
ДОТ № 182 є кулеметним капоніром для ведення флангового вогню. Має клас стійкості «М2» (тобто, розрахований на влучення 152-міліметрового снаряду). Це одноповерхова залізобетонна споруда з одним казематом і двома амбразурами для кулеметів. З них можна було обстрілювати напрямки на схід і на захід. Сектор обстрілу амбразур сягав 65 градусів, що є найбільшим серед капонірів цього типу в КиУРі.
ДОТ має два орільйони — довгі бетонні виступи, що захищають амбразури від обстрілу з тих напрямків, які з самих амбразур не прострілюються. Також орільйони утримують земляний насип, що вкриває ДОТ із фронтального боку, в даному разі південного. Стіни та стеля ДОТа, крім тильної стіни, зсередини обладнані противідкольним покриттям для захисту гарнізону від враження уламками бетону. Тильна стіна обладнана лише вмурованою металевою сіткою. Амбразурні вузли (пристосування для закриття амбразур) належать до типу П-30, тобто зразка 1930 року. Праворуч від кожної амбразури у стіні є ніша, куди заходила коробка з кулеметною стрічкою при стрільбі у ліву частину сектору обстрілу. На даху ДОТа збереглися труба перископа та труба виводу антени. Над вхідним тамбуром у даху є квадратний отвір. Такі отвори слугували для буріння водозабірних свердловин і монтажу їх обладнання, тому що для охолодження кулеметів було потрібно багато води.
На даху ДОТа № 182 є унікальна деталь — кулеметний майданчик з бруствером для ближньої оборони. Це єдиний серед приблизно 3000 ДОТів, збудованих у СРСР у 1930-х роках, що має таку особливість. Майданчик пристосований для кулемета на колісному станку, що міг стріляти на південь, у бік лісу. Амбразурам ДОТа цей напрямок недоступний, і сусідні вогневі точки також не могли прикрити цей ДОТ від супротивника на півдні. У стіні ДОТа під майданчиком є ніша, куди можна було складати настил, на якому розташовувався кулеметник.

## Служба

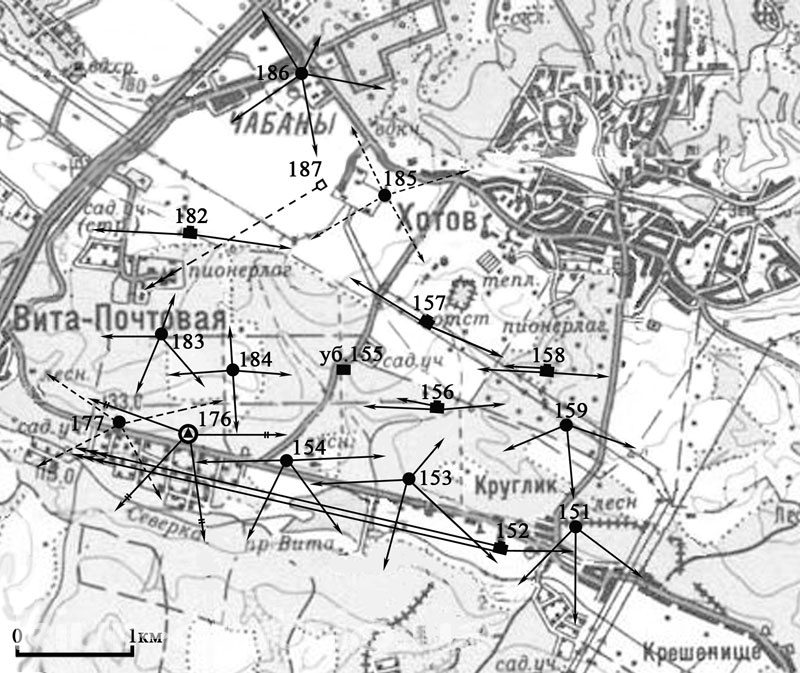
ДОТ № 182 у системі оборони 7-го БРО КиУР

Організаційно ДОТ входив до складу 7-го батальйонного району оборони (БРО) КиУРа, що прикривав район села Кременище. На момент початку німецько-радянської війни гарнізон складався із військовослужбовців 28-го окремого кулеметного батальйону КиУР. Під час першого генерального штурму КиУРа, що розпочав 29-й армійський корпус німців 4 серпня 1941 року, капонір № 182 було атаковано штурмовими групами 71-ї піхотної дивізії. ДОТ вів бій, але супротивник зміг зломити опір радянських бійців. Стіни оборонної споруди мають сліди бойових пошкоджень.

## Підрив
26 жовтня 2005 року сапери Міністерства надзвичайних ситуацій використали ДОТ як місце знешкодження знайдених неподалік мін:
|                                                                      | О 16 год. 26 жовтня піротехнічною групою в/ч Д-0040 (м. Київ) вилучено та знешкоджено 83 мінометні міни часів Великої вітчизняної війни, які були виявлені 23 жовтня поблизу с. Круглик Києво-Святошинського району під час проведення земляних робіт. |
| — Офіційне повідомлення на сайті МНС України за 26 жовтня 2005 року. | |

Місце для знешкодження мін було вказане Києво-Святошинським військкоматом і погоджене з представниками управління МВС та органами місцевої влади попри те, що ДОТ не лише є пам'яткою історії, а й розташований поруч із газопроводом високого тиску. Після вибуху в ДОТі було залишено принаймні одну нерозірвану міну.
До підриву ДОТ був повністю цілим. Від вибуху розтріскалися його стіни та стеля, товщина яких становить від 1 до 1,5 метра. Значно пошкоджено вхідний блок та внутрішні елементи.

## Охоронний статус
На час підриву ДОТ № 182 мав статус пам'ятки історії, що перебуває на обласному обліку. 21 грудня 2010 року Міністерство культури України надало йому статус пам'ятки історії, науки і техніки місцевого значення (наказ № 1266/0/16-10, охоронний номер 513/57-Ко).

## Галерея

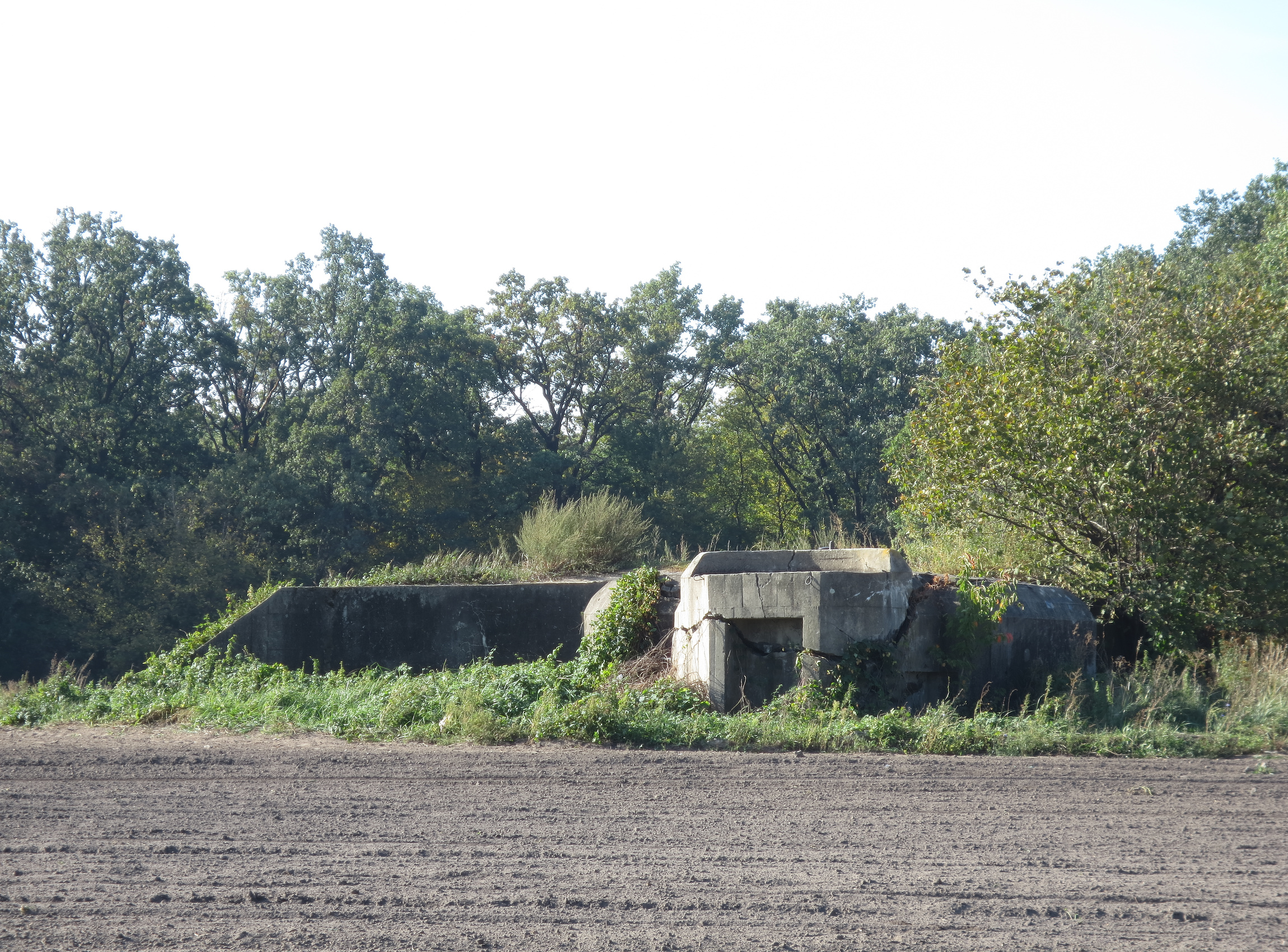
Загальний вигляд з тилу. На даху видно бруствер, повернутий до фронта.
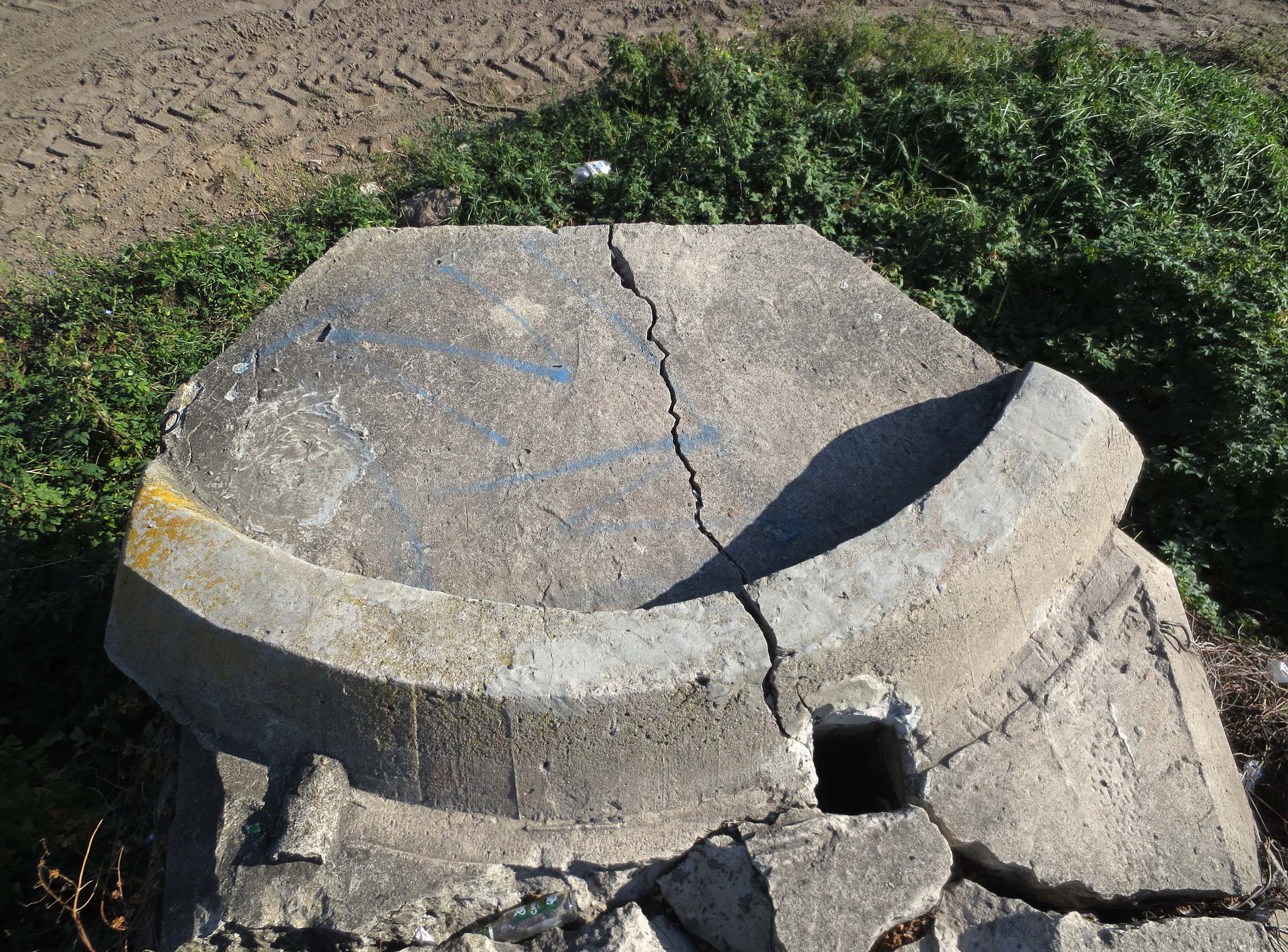
Бруствер на даху.
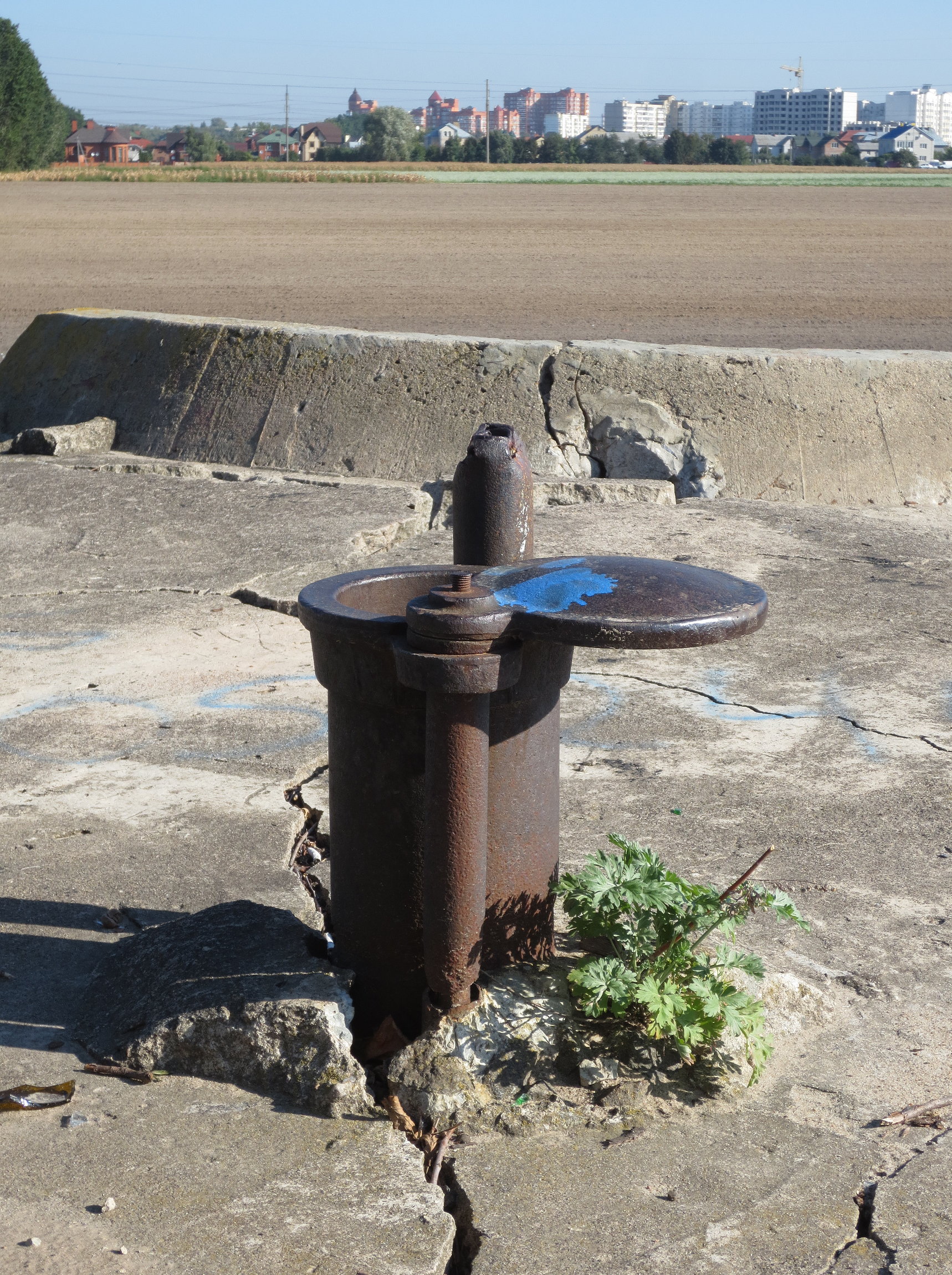
Труби для перископа та для виводу антени.
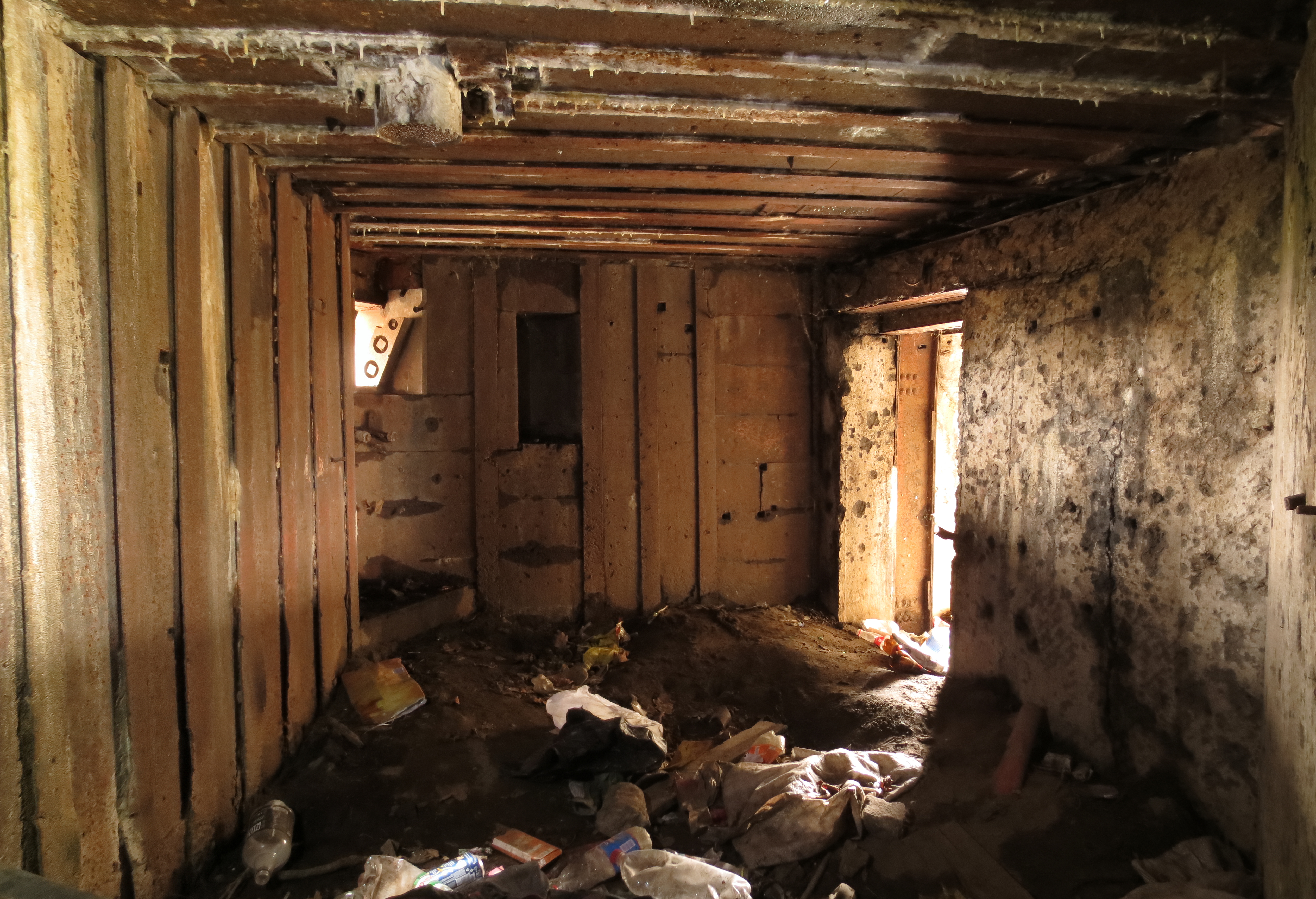
Інтер'єр.
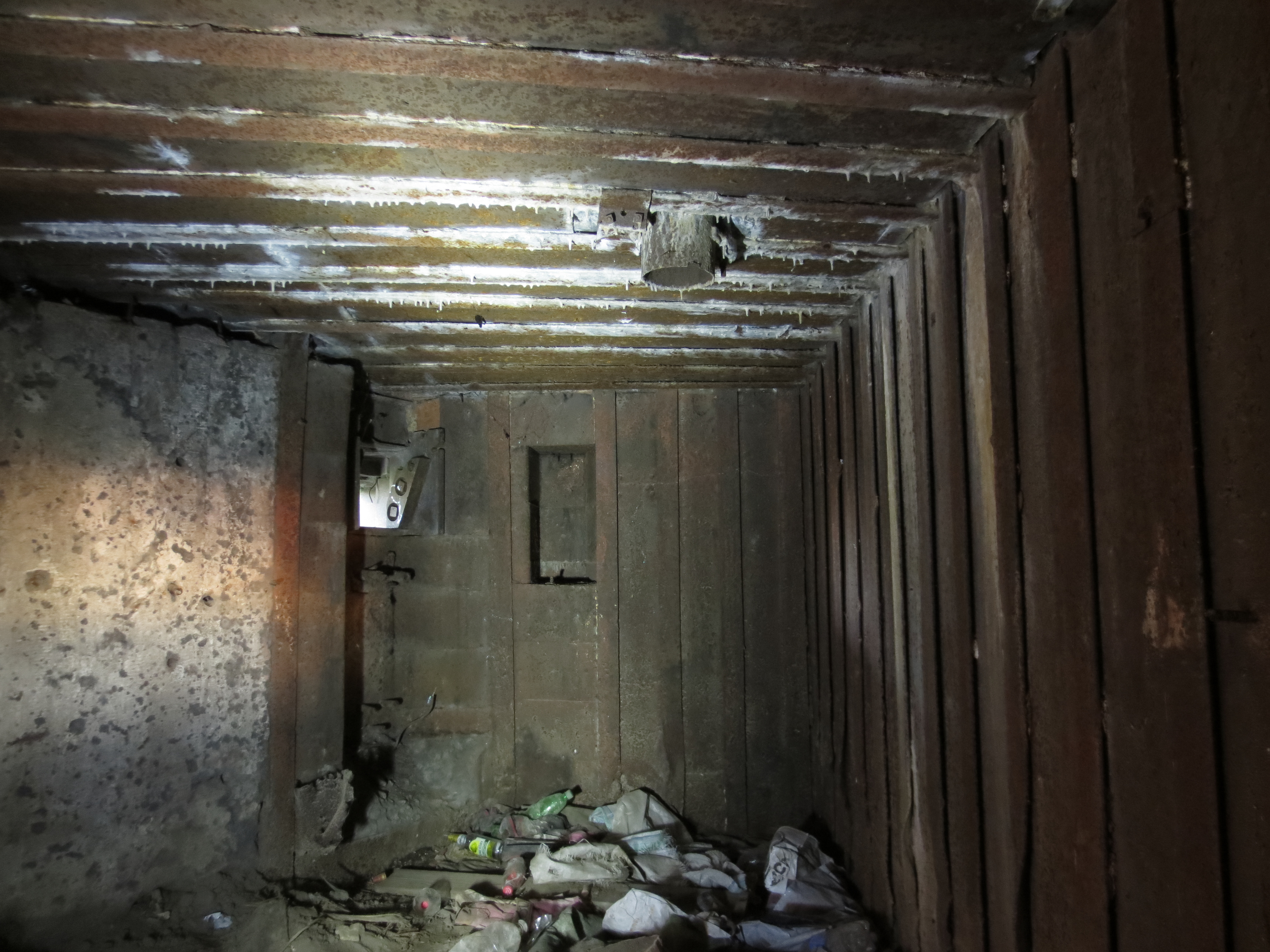
Інтер'єр.
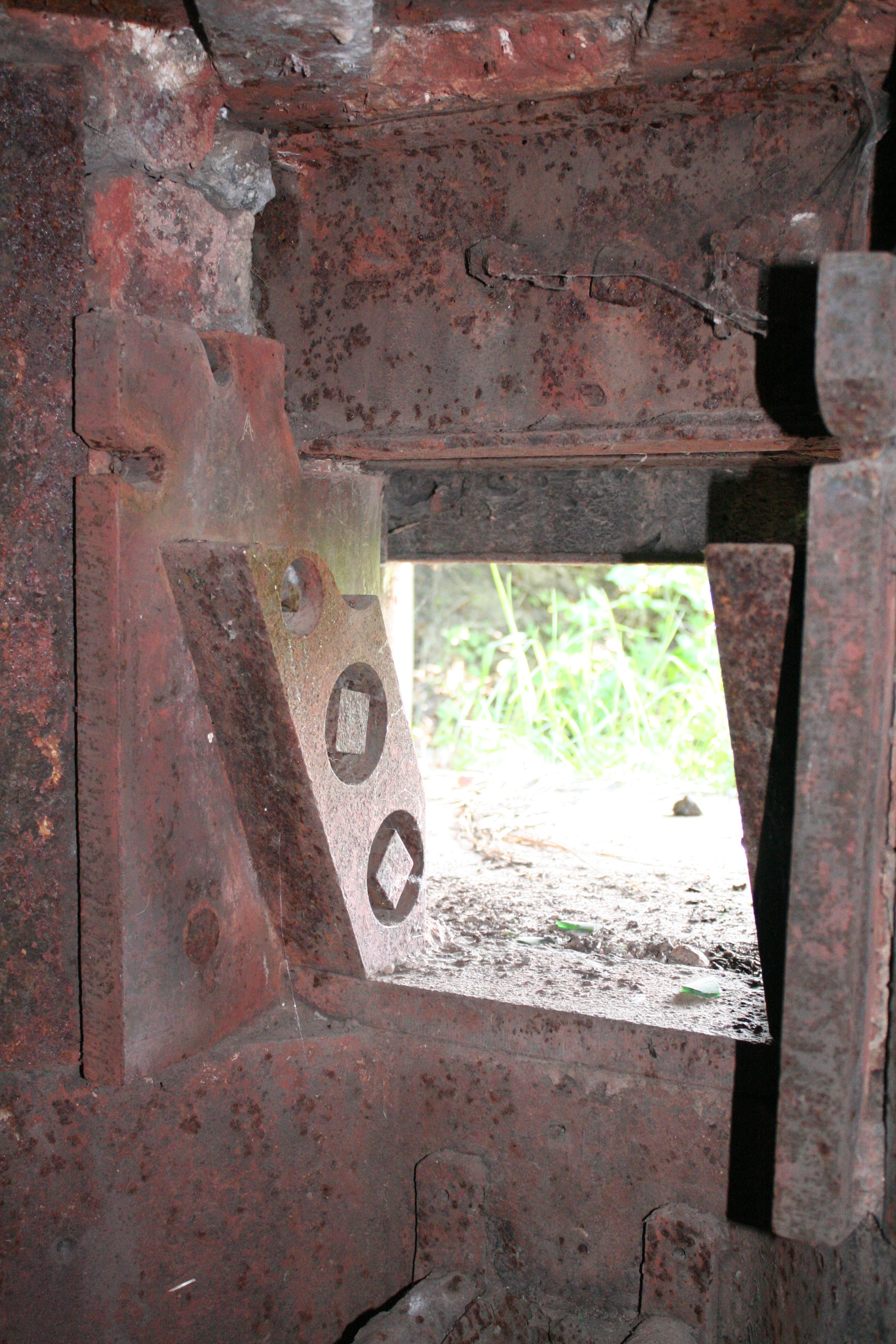
Амбразура.